# 霰 (朝潮型駆逐艦)
| 画像をアップロード | |
| 艦歴               | |
| 計画               | ②計画 |
| 起工               | 1937年3月5日 |
| 進水               | 1937年11月16日 |
| 就役               | 1939年4月15日 |
| その後             | 1942年7月4日戦没 |
| 除籍               | 1942年7月31日 |
| 性能諸元           | |
| 排水量             | 基準：約2,000t、公試：2,400t                                                                                            |
| 全長               | 118.00m |
| 全幅               | 10.386m |
| 吃水               | 3.71m（平均） |
| 機関               | 艦本式オール・ギアードタービン2基2軸 ロ号艦本式重油専焼缶3基 51,000hp                                                   |
| 最大速力           | 34.85kt |
| 航続距離           | 18ktで5,190浬 |
| 燃料               | 重油580t |
| 乗員               | 230名 |
| 武装（新造時）     | 50口径12.7cm連装砲 3基6門 25mm機銃 II×2 (または13mm機銃 II×2) 61cm4連装魚雷発射管 2基8門 (九〇式魚雷16本) 九一式爆雷×36 |

霰（あられ）は、大日本帝国海軍の駆逐艦。一等駆逐艦朝潮型の10番艦（最終艦）である。この名を持つ帝国海軍の艦船としては春雨型駆逐艦「霰」に続き2隻目。朝潮型は速力と航続距離の性能不足の面から霰をもって建造が打ち切られ、以降は新設計の陽炎型駆逐艦が建造された。

## 艦歴

### 太平洋戦争まで
1936年（昭和11年）12月14日、海軍省は建造予定の水上機母艦2隻に千代田と瑞穂、朝潮型駆逐艦2隻に峯雲と霰の艦名を与える。舞鶴海軍工廠で建造された朝潮型は、2番艦大潮と霰のみである。霰は1937年（昭和12年）3月5日に起工。同年11月16日に進水。空母飛龍と同日附の進水である。
1938年（昭和13年）3月15日、吹雪型駆逐艦磯波駆逐艦長大原利通少佐は霰の艤装員長に任命される。3月23日、舞鶴海軍工廠に霰艤装員事務所を設置する。
1939年（昭和14年）3月1日、大原艤装員長は正式に霰初代駆逐艦長となる。同日附で霰艤装員事務所を撤去。霰は4月15日に竣工した。
7月10日、第18駆逐隊司令として久宗米次郎大佐が着任。霰も同駆逐隊に編入された。
同年11月6日、陽炎型駆逐艦1番艦陽炎が竣工し、第18駆逐隊（霞、霰）に編入される。
11月15日、第18駆逐隊は第二艦隊・第二水雷戦隊に編入された。同時に第二水雷戦隊司令官も後藤英次少将から五藤存知少将に交代。第二水雷戦隊旗艦も川内型軽巡洋艦3番艦那珂から川内型軽巡2番艦神通に変更される。
また久宗大佐（18駆司令）も川内型軽巡1番艦川内艦長へ転任。新司令として佐藤寅次郎大佐が着任した。
12月20日、陽炎型2番艦不知火が竣工して第18駆逐隊に編入され、同隊は定数4隻（霞、霰、陽炎、不知火）を揃えた。
1940年（昭和15年）10月11日、横浜港沖で行われた紀元二千六百年特別観艦式に第18駆逐隊の僚艦と共に参加。18駆は第三列（金剛、榛名、熊野、鈴谷、最上、利根、筑摩、《陽炎》、大潮、朝潮、荒潮、満潮、《霰、霞、不知火》、黒潮、雪風、初風）に配置された。12月7日、第18駆逐隊司令は佐藤大佐から荒木傳大佐に交代、佐藤大佐は翌年3月31日より第4駆逐隊初代司令となる。
1941年（昭和16年）9月1日、荒木大佐（18駆司令）は軽巡北上艦長へ転任、新司令として駆逐艦初霜、漣、電艦長等を歴任した宮坂義登大佐（前職、第30駆逐隊司令）が着任した。
9月15日、第二水雷戦隊司令官五藤存知少将も第六戦隊（青葉、加古、衣笠、古鷹）司令官へ転出、後任の二水戦司令官は田中頼三少将となった。
9月20日、霰駆逐艦長は大原中佐から吹雪型駆逐艦磯波駆逐艦長緒方友兄少佐に交代する。
それまで第18駆逐隊司令駆逐艦は臨時移動以外霰に指定されていたが、9月29日より不知火に変更された。

### 太平洋戦争
太平洋戦争開戦時の第18駆逐隊（駆逐隊司令：宮坂大佐）は朝潮型2隻（霰、霞）、陽炎型駆逐艦2隻（陽炎、不知火）で編制されていた。さらに第二水雷戦隊（司令官田中頼三少将）は軽巡神通を旗艦とし、第8駆逐隊（朝潮、大潮、満潮、荒潮）、第15駆逐隊（黒潮、親潮、早潮、夏潮）、第16駆逐隊（雪風、時津風、初風、天津風）、第18駆逐隊で編制されていた。だが第8駆逐隊は第二艦隊司令長官近藤信竹中将（旗艦：重巡洋艦愛宕）直率の南方部隊本隊に編入されている。第18駆逐隊も第二水雷戦隊の指揮下を離れ、南雲機動部隊（司令長官南雲忠一中将）の警戒隊（指揮官大森仙太郎第一水雷戦隊司令官：旗艦阿武隈）に編入。第17駆逐隊（谷風、浦風、浜風、磯風）および陽炎型19番艦秋雲（第五航空戦隊所属）と行動を共にした。
1941年（昭和16年）11月26日、ハワイ攻撃機動部隊の空母6隻（赤城、加賀、蒼龍、飛龍、翔鶴、瑞鶴）の護衛として単冠湾を出港、ハワイ作戦（真珠湾攻撃）に参加した。緒方(霞艦長)によれば、朝潮型駆逐艦には航続力の点で不安があったため燃料を入れた大量の18リットル缶を艦内に積み上げており、煙草も吸えなかったという。12月14日から呉海軍工廠で修理を行った。
1942年（昭和17年）1月8日、呉を出港して引き続き南雲機動部隊を護衛する。ラバウル攻撃を筆頭に、2月には第二航空戦隊のポートダウィン攻撃、ジャワ南方機動作戦、4月のセイロン沖海戦に参加した。4月23日、呉に帰着して入渠整備を行った。一連の作戦終了後、機動部隊の護衛を主任務とする第十戦隊（旗艦長良）の新編にともない、第18駆逐隊は原隊（第二水雷戦隊）に復帰。当時の第18駆逐隊は第1小隊（不知火、霞）、第2小隊（陽炎、霰）という編制である。また第8駆逐隊が第二水雷戦隊からのぞかれた。
5月下旬、第二水雷戦隊（神通、第15駆逐隊、第16駆逐隊、第18駆逐隊）はサイパンに集結。6月上旬のミッドウェー海戦には攻略部隊輸送船団の護衛として参加した。6月8日、18駆は第七戦隊（司令官栗田健男少将）の指揮下に入る。6月14日に第七戦隊を護衛してトラックに帰投。大破した重巡洋艦最上を同地に残し、6月23日、第18駆逐隊は第七戦隊の重巡洋艦熊野、鈴谷を護衛して呉に帰投した。
この後、第18駆逐隊は第五艦隊（司令長官細萱戊子郎中将：旗艦那智）の指揮下に入った。6月23日、大本営はアッツ島およびキスカ島の長期確保を指示し、連合艦隊および北方部隊は兵力増強のため輸送部隊（千代田、あるぜんちな丸、鹿野丸、菊川丸、第18駆逐隊）を編制。6月28日、第18駆逐隊（不知火、霞、霰）は横須賀から水上機母艦千代田と輸送船あるぜんちな丸の護衛としてキスカ島（鳴神島）に向かった。

### 沈没
7月5日未明、千代田、あるせんちな丸はキスカ島キスカ湾に入港した。第18駆逐隊3隻（不知火〔司令駆逐艦〕、霞、霰）はキスカ島沖で濃霧のため仮泊中、ハワード・W・ギルモア艦長が指揮する米潜水艦グロウラーに襲撃された。18駆司令宮坂義登大佐（兵47期）は、乗員の疲労を考えて転錨を遅らせたこと、霧のため予想より沖合に停泊してしまったこと、米潜水艦の活動は仮泊地には及ばないと考えていたこと、などが大被害の要因になったと回想している。また第五艦隊参謀長中澤佑大佐は、南方からきて疲労していた第18駆逐隊が北方地域の日の出の時刻を勘違いしていたのでは…と推測している。
グロウラーの発射した魚雷1本が霰の左舷前檣下に命中。前部魚雷発射管を吹き飛ばされた霰は主砲と残された魚雷発射管で反撃を試みたが、成功しなかった。さらにもう1本魚雷を撃ち込まれ、霰の船体はV字に折れたのち、沈没した。104名が戦死した。その様子は陸上の第五警備隊からも見ることが出来たという。
さらに霞および不知火にも魚雷が命中しており、2隻とも大破している。
7月31日、霰は第18駆逐隊、帝国駆逐艦籍のそれぞれから除籍された。

緒方中佐は霰の除籍と同時附の7月31日をもって霰駆逐艦長の職務を解かれた。
2006年8月、沈没した米潜水艦グラニオンの捜索チームがソナーで水深100mに沈没している霰を発見した。ソナー画像によると、霰は前部魚雷発射管が装備されていた部分で船体が分断され、折れ口には機関や缶の残骸がある。その近くの海底には前部魚雷発射管の残骸がある。艦尾側は正立状態で、艦首側は約170度ほど右に回転し、艦橋が艦尾側に重なって横転した状態で沈んでいる。霰の1番砲塔は直立していて、グロウラーにむけて砲撃していたことを示している。

## 歴代艦長
艤装員長
1. 大原利通 少佐/中佐：1938年3月15日[5] - 1939年3月1日[7]

駆逐艦長
1. 大原利通 中佐：1939年3月1日[7] - 1941年9月20日[20]
2. 緒方友兄 少佐/中佐：1941年9月20日[20] - 1942年7月31日[46]